# エツィオ・ロッシ

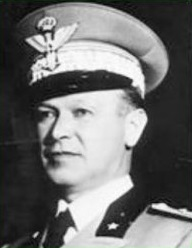
エツィオ・ロッシ

エツィオ・ロッシ（Ezio Rosi、1881年3月19日 - 1963年8月5日）は、イタリアの軍人。第二次世界大戦中の1943年2月から5月まで参謀総長の職に就いた。辞退後は東方軍集団で指揮をとった。
反ファシズム的な立場を持っていた為、イタリア社会共和国に逮捕されたが、無罪判決を言い渡された。